# 大耳輪筋
大耳輪筋（だいじりんきん、英語: helicis major）は耳輪前縁の位置する細く上下に伸びる筋肉。内耳介筋の一つ。耳輪棘で起こり、耳輪前縁を通り、後方へと向かう。